# Inttypes.h
inttypes.h — заголовний файл стандартної бібліотеки мови програмування С. Включає у себе заголовний файл stdint.h і ряд макросів для роботи з функціями сімейства printf() та scanf(), котрі дозволяють їм працювати з типом intmax_t. З'явився у стандарті C99.

## Приклад коду
```
#include
 
<stdio.h>
  

#include
 
<inttypes.h>
  

int
 
main
 
()

{

        
int64_t
 
num
;

        
num
 
=
 
INT64_C
(
0xabcdef1234567890
);

        
printf
 
(
"num = %"
 
PRIx64
 
"
\n
"
,
 
num
);

        
return
 
0
;

}

```